# 李國輝 (中華民國)
李國輝，（1910年10月18日—1987年），河南省武安縣（今河北省邯鄲市武安市）人。中華民國陸軍軍官，其部隊成為泰北孤軍最初主力。

## 生平

### 流落緬甸
第二次国共内战接近結束的1950年1月，陳賡率領的中國人民解放軍發動滇南战役，意圖殲滅中華民國國軍在雲南的最後兩支部隊——第八軍、第二十六軍。由於先行渡過國軍撤退要道元江鐵索橋的第八軍170師師長孙进贤，在誤信共諜造謠後炸毀元江鐵索橋，導致未及渡江的第八軍主力近兩萬人在元江被解放軍殲滅。李國輝時為第八軍237師709團長，率領約千人突圍逃出，但最後僅殘存六百多人。1950年3月，李國輝團長的六百多人退至緬甸境內，在孟棒與第二十六軍九十三師第二七八團副團長譚忠的部隊約八百多人會合，共約一千五百人，這是泰北孤軍最早的起源。1950年5月，雙方部隊改編後名為「中華民國復興部隊」，人數已增至三千多人，李國輝、譚忠分別擔任總指揮、副總指揮。
緬甸政府最初對孤軍不以為意，但在派官員了解孤軍實際情形後，1950年3月13日，緬甸國防軍總參謀長吳奈溫在景棟舉行記者會，表示緬軍會解除孤軍武裝，防止中國的反共武力從緬甸獲得軍火。緬軍指揮官要求孤軍於4月30日前撤出緬甸，李國輝不與理會。緬軍在景棟實施戒嚴，準備軍事行動。雙方在6月3日舉行談判，結果緬軍拘禁兩位孤軍談判代表丁作韶、马鼎臣，緬軍於6月8日向李國輝發出最後通牒，如果不立即撤出緬甸，將使用武力，並拘禁景棟的1,700名華裔居民，以免他們協助孤軍。李國輝要求緬方釋放孤軍談判代表及華裔居民，緬軍不要進入大其力。雙方談判破裂:17-20。

### 與緬甸發生衝突
1950年6月至8月間，緬甸國防軍以空軍與砲兵支援地面兩萬兵力攻擊孟果、大其力的緬軍，被李國輝率部擊退，緬軍1,500人陣亡，3,000餘人受傷，孤軍408人陣亡，602人受傷。孤軍大敗緬甸國防軍的消息引起東南亞各國媒體重視，《曼谷日報》、新加坡《聯合早報》等各大媒體刊登《國民黨殘軍大敗緬甸國防軍》、《李國輝將軍是個戰神》、《殘軍的敢死隊全殲緬軍炮團》等報導，也引起蔣中正的重視。1951年春，蔣中正派第八軍軍長李彌指揮孤軍，李彌改編709團為193師，擢升李國輝將軍為師長。1951年7月，李弥以李國輝、呂國銓、廖蔚文分兵三路，发起第二次反攻云南战役。战役失利后，退回缅甸。
1952年月1月2日，李國輝由曼谷經香港飛臺南，1月5日到淡水游擊幹部訓練班第4期高級班接受為期三個月的訓練，2月4日李國輝提早退訓，之後被總統蔣中正、行政院長陳誠、總政治部主任蔣經國等人召見，2月25日由台北飛曼谷:30-32。

### 聯合國決議、撤往台灣
緬甸政府無法殲滅孤軍，於1952年向聯合國控訴中華民國侵略緬甸。聯合國大會因此於1953年通過決議，要求孤軍放下武器，退出緬甸。中、美、泰、緬舉行四國會議讓孤軍撤回台灣。孤軍第一批撤臺時，第一批是由一位國軍軍官冒充李國輝，率領152人於1953年11月7日抵達泰國；李國輝本人與美國駐泰國大使威廉·唐諾文短暫會面後，於1953年11月22日到了台灣:154。

## 誤殺副團長
李國輝誤以為他的副團長虞維銓上校是匪諜，於1950年11月16日在緬甸將其槍殺，1954年10月潘培田等23人向中華民國國防部告狀。結果他殺人案被判無罪，1956年3月以盜賣軍火罪被判刑12年，服刑兩年後被特赦出獄:104-107。退伍後辦了一家養雞場為生。

## 影视形象
- 在1990年上映的台灣電影異域中，由柯俊雄飾演李國輝。

## 相關著作
- 李國輝：憶孤軍奮戰滇緬邊區，《春秋雜誌》第13卷第1期至第17卷第4期，1970年7月1日—1972年10月1日。
- 柏杨（郭一洞，署名邓克保）：《血战异域十一年》，1961年连载于《自立晚报》，同年易名《异域》由平原出版社出版。柏杨虚构邓克保为李弥的副官，并以第一人称讲述了那段历史[19]。

## 註解
1. ↑  據解放軍記載，防守鐵橋投共的是170師師長「孙进贤」，孙进贤投共4日後复叛，旋战败被俘。1951年2月在云南昆明被枪决[2][3]。《異域》一書記載其為237師師長「孫錦賢」。
2. ↑  《異域》一書記載「孫錦賢」是李國輝上司，李國輝拒絕與孫一起投共。[6]據解放軍記載，「孙进贤」是另一部隊170師師長。